# حکومت نظامی (فیلم ۲۰۱۲)
حکومت نظامی (انگلیسی: Curfew) یک فیلم کوتاه به کارگردانی شان کریستنسن است. از بازیگران آن می‌توان به فاتیما پتاچک، شان کریستنسن اشاره کرد.
این فیلم در هشتاد و پنجمین دوره جوایز اسکار برنده جایزه بهترین فیلم کوتاه شد.
در سال ۲۰۱۴ فیلم قبل از اینکه ناپدید شوم با اقتباسی بلند از این فیلم به کارگردانی شان کریستنسن منتشر شد.

## بازیگران
- شان کریستنسن در نقش ریچی
- فاتیما پتاچک در نقش سوفیا
- کیم آلن در نقش مگی، مادر سوفیا

نکته : در قبل از اینکه ناپدید شوم، امی رسوم نقش مگی، مادر سوفیا را ایفا می‌کند.

## جوایز
| جوایز فیلم حکومت نظامی |                                            |                                      |       |
| سال                    | مراسم                                      | دسته بندی جوایز                      | وضعیت |
| ۲۰۱۳                   | هشتاد و پنجمین دوره جوایز اسکار            | بهترین فیلم کوتاه زنده               | برنده |
| ۲۰۱۳                   | جشنواره فیلم پرسکات                        | بهترین فیلم کوتاه داستانی            | برنده |
| ۲۰۱۳                   | کورتاپلیس                                  | جایزه تماشاگران                      | برنده |
| ۲۰۱۳                   | جشنواره بین‌المللی فیلم کوتاه لیک سیتی      | بهترین فیلم خارجی                    | برنده |
| ۲۰۱۳                   | جشنواره فیلم هیل کانتری                    | بهترین فیلم کوتاه                    | برنده |
| ۲۰۱۳                   | جشنواره فیلم وان                           | بهترین فیلم کوتاه                    | برنده |
| ۲۰۱۳                   | جشنواره فیلم وان                           | بهترین بازیگر زن                     | برنده |
| ۲۰۱۳                   | فیلم کاروان                                | جایزه تماشاگران                      | برنده |
| ۲۰۱۳                   | جشنواره بین‌المللی فیلم رینکن               | بهترین بازیگر زن                     | برنده |
| ۲۰۱۳                   | جشنواره بین‌المللی فیلم رینکن               | بهترین فیلم کوتاه                    | برنده |
| ۲۰۱۲                   | جشنواره بین‌المللی فیلم استکهلم             | بهترین فیلم کوتاه                    | برنده |
| ۲۰۱۲                   | جشنواره فیلم نشویل                         | بهترین فیلم کوتاه داستانی            | برنده |
| ۲۰۱۲                   | جشنواره بین‌المللی فیلم کلیولند             | بهترین فیلم کوتاه زنده               | برنده |
| ۲۰۱۲                   | جشنواره فیلم ووداستاک                      | بهترین روایت کوتاه                   | برنده |
| ۲۰۱۲                   | جشنواره فیلم کوتاه کلرمون فران             | جایزه تماشاگران (بین‌المللی)          | برنده |
| ۲۰۱۲                   | جشنواره فیلم کوتاه بروکسل                  | بهترین بازیگر مرد                    | برنده |
| ۲۰۱۲                   | جشنواره فیلم کوتاه بروکسل                  | جایزه تماشاگران (بین‌المللی)          | برنده |
| ۲۰۱۲                   | جشنواره بین‌المللی فیلم ازو                 | جایزه بزرگ هیئت داوران               | برنده |
| ۲۰۱۲                   | جشنواره بین‌المللی فیلم ازو                 | جایزه تماشاگران                      | برنده |
| ۲۰۱۲                   | جشنواره فیلم کوتاه ساپورو                  | بهترین بازیگر زن جوان                | برنده |
| ۲۰۱۲                   | جشنواره فیلم کوتاه ساپورو                  | جایزه تماشاگران                      | برنده |
| ۲۰۱۲                   | جشنواره بین‌المللی فیلم گرانادا             | بهترین فیلم بین‌المللی کوتاه          | برنده |
| ۲۰۱۲                   | جشنواره فیلم کوتاه سیاتل                   | جایزه بزرگ هیئت داوران               | برنده |
| ۲۰۱۲                   | جشنواره فیلم کوتاه سیاتل                   | بهترین کارگردان                      | برنده |
| ۲۰۱۲                   | جشنواره فیلم کوتاه سیاتل                   | بهترین بازیگر مرد                    | برنده |
| ۲۰۱۲                   | جشنواره فیلم‌های کوتاه                      | جایزه تماشاگران (بین‌المللی)          | برنده |
| ۲۰۱۲                   | جشنواره فیلم تاکوما                        | بهترین فیلم کوتاه داستانی            | برنده |
| ۲۰۱۲                   | ۲۴مین جشنواره بین‌المللی فیلم کوتاه         | بهترین بازیگر مرد                    | برنده |
| ۲۰۱۲                   | ۲۴مین جشنواره بین‌المللی فیلم کوتاه         | مدال نقره ای                         | برنده |
| ۲۰۱۲                   | ۲۴مین جشنواره بین‌المللی فیلم کوتاه         | جایزه تماشاگران                      | برنده |
| ۲۰۱۲                   | جشنواره فیلم کوتاه ۱۵                      | جایزه تماشاگران                      | برنده |
| ۲۰۱۲                   | جشنواره فیلم کانکورتو                      | جایزه هیئت داوران جوانان             | برنده |
| ۲۰۱۲                   | جشنواره فیلم بین‌المللی لا بوکا دل لوبو     | بهترین فیلم بین‌المللی کوتاه          | برنده |
| ۲۰۱۲                   | جشنواره بین‌المللی فیلم کوتاه سوریا         | بهترین فیلمنامه                      | برنده |
| ۲۰۱۲                   | جشنواره بین‌المللی فیلم کوتاه سوریا         | جایزه بزرگ هیئت داوران (بین‌المللی)   | برنده |
| ۲۰۱۲                   | جشنواره بین‌المللی فیلم کوتاه سوریا         | جایزه تماشاگران                      | برنده |
| ۲۰۱۲                   | جشنواره بین‌المللی فیلم کوتاه سوریا         | جایزه هیئت داوران جوانان (بین‌المللی) | برنده |
| ۲۰۱۲                   | جشنواره بین‌المللی فیلم ویندزور             | جایزه برگزیده مردم کن-ام             | برنده |
| ۲۰۱۲                   | جشنواره فیلم ویلیامزتاون                   | جایزه تماشاگران کریستوفر ریو         | برنده |
| ۲۰۱۲                   | جشنواره بین‌المللی فیلم کوتاه سیگنی         | جایزه خلاقیت                         | برنده |
| ۲۰۱۲                   | جشنواره فیلم بین‌المللی ابیتیبی-تمیسگامینتو | بهترین فیلم کوتاه                    | برنده |
| ۲۰۱۲                   | جشنواره فیلم دو گرین ا دمودره              | بهترین فیلمنامه کوتاه                | برنده |
| ۲۰۱۲                   | جشنواره فیلم دو گرین ا دمودره              | جایزه تماشاگران                      | برنده |
| ۲۰۱۲                   | جشنواره فیلم دو گرین ا دمودره              | جایزه سینفایلز جوان                  | برنده |
| ۲۰۱۲                   | جشنواره فیلم دو گرین ا دمودره              | جایزه دبیرستان ژان پرووست            | برنده |
| ۲۰۱۲                   | جشنواره فیلم کوتاه دنباله دار              | جایزه تماشاگران (بین‌المللی)          | برنده |
| ۲۰۱۲                   | جشنواره فیلم تاونسند پورت                  | توصیه ویژه هیئت داوران               | برنده |